# バラクーダ (コミックバンド)
バラクーダは、ボーイズバラエティ協会、岡本圭司音楽事務所所属のコミックバンド（ボーイズ物）。

## 概要
歴代メンバーは全員プロのミュージシャン。
1974年に『ダスターポット』残党の岡本圭司とベートーベン鈴木のコンビで『（中小企業楽団）バラクーダー』結成。1979年に自主制作した「日本全国酒飲み音頭」が宴会ソングの定番化して以降、「チャカ・ポコ・チャ」「演歌・血液ガッタガタ」と3年毎に連続ヒットを飛ばし、人気者になった。
1986年に一旦解散したが、1995年に『ミュージカルぼーいず』残党の及川兄弟と岡本のトリオ『中小企業楽団 バラクーダ』として再結成。「帰ってきた酒飲み音頭」（飲酒運転撲滅キャンペーンソング、2003年）等をリリースした。

## メンバー
- 岡本圭司（おかもと けいじ、旧芸名：岡本八、1941年 - ）作詞担当、リーダー、大阪府出身、「社長」
地元のジャズ喫茶で演奏活動していたが、弟子の横山やすしの相方を探していた横山ノックに誘われ、やすしと短期間ながら漫才コンビを組んだが、初舞台を前に解散している。
平尾昌晃を頼って上京後は、『佐々木功とロリーポップス』[2]や、『スウィング・ウエスト』の司会兼ボーヤ、音楽ショウ『宮本二郎とスクラップサウンズ』を経て、1965年2月に那須三郎から承継した『岡本八とダスターポット』のリーダーとなり、1972年まで活動。
1974年に元同僚の鈴木と『バラクーダー』を結成し、1986年にコンビ解消。1995年からは『中小企業楽団 バラクーダ』を率いる。
著書に『即効!カラオケ術&爆笑!宴会芸』（マガジンランド）がある。
主な楽曲作品：「日本全国酒飲み音頭」「チャカ・ポコ・チャ」「演歌・血液ガッタガタ」「ありがとう音頭」「オールドミスだって夢がある」「帰ってきた酒飲み音頭」（以上バラクーダ）、「母子草」「母子花」（藤あや子）、「黒い渚」（大津美子）、「血液ガッタガタPART-2」（ピンクの電話）など。
- 及川ちかし（おいかわ ちかし 、「及川知加し」とも、1948年 - ）エレキベース、編曲担当、「店長」
おさむの兄。北海道出身。大学でクラシック音楽を学び、1970年から『仲野彰とニューシャープス』『チャーリー石黒と東京パンチョス』等、ビッグバンドの楽団員を渡り歩く。1989年より弟に続いて『ミュージカルぼーいず』で活動。1995年から弟と共に『中小企業楽団 バラクーダ』に参加。
スタジオミュージシャンとしても活動中。ゴルフはシングルの腕前。
主な楽曲作品：「ぼくの日記」（バラクーダ）
- おさむ（1952年 - ）エレキギター担当、北海道出身、アフロヘアー、「座長」
及川の弟。北海道出身。1971年より小川悠一に師事し作曲を学ぶ。1973年キングレコード専属歌手、1979年よりジャンボ具志けんの名で『ミュージカルぼーいず』で活動し、1995年から兄と共に『中小企業楽団 バラクーダ』に参加。
作曲家・編曲家としても活動中で、『おさむwithあんみつ』名義でシングル「チャカ・ポコ・チャ2002」等をリリース。
主な楽曲作品：「たまんないよ恋しくて」（新浩司）

### 昭和期メンバー
- ベートーベン鈴木（ ベートーベン すずき、1945年3月3日 - ）作曲担当、おかっぱ
ロックバンド『ナッツダンディーズ』を経て、『ダスターポット』ではリードギター担当。
『バラクーダー』解散後はシンガーソングライター兼ギター漫談家（東京演芸協会所属）として活動中。

## 代表曲
- 「日本全国酒飲み音頭」（72万枚）[3]1979年12月リリース
- 「チャカ・ポコ・チャ」（40万枚）[3]1982年リリース

※ミニアルバム的な形でも発売している。（ミュージックカセットテープ・品番8CV-2051 徳間ジャパン）
- 「演歌・血液ガッタガタ」（50万枚）[3]1985年リリース
- 「阪神タイガース酒飲み音頭2003」（2カ月で4万枚以上）[4]2003年5月8日リリース
- 「帰ってきた酒飲み音頭」（2カ月で1万枚）[4]2003年10月22日リリース

など。「日本全国酒飲み音頭」は東芝レコード/ドリームレコード（数年後に徳間ジャパン）、「チャカ・ポコ・チャ」は徳間ジャパン/ミノルフォンレコード、「演歌・血液ガッタガタ」はビクターでの発売だが古巣であった徳間ジャパン発売のゴールデン☆ベストにて統一して発売されている。

## CM出演
- 「パラゾール・ノンカット」（白元）